# 李並楷
李並楷（？年—？年），字文偉，福建汀州府上杭縣在城里人，乾隆三十三年（1768年）戊子科舉人。

## 生平
- 乾隆五十三年，署德陽縣知縣[2]
- 乾隆五十四年，新繁縣知縣[3]
- 乾隆五十五年，署東鄉縣知縣[4]
- 南江縣知縣[5]
- 乾隆五十六年，署彭水縣知縣[6]
- 嘉慶五年正月，補授順慶府鄰水縣知縣[7][8]
- 長寧縣知縣[9]
- 嘉慶八年四月，調珙縣知縣[10][11]